# 1975 w sztukach plastycznych
Wydarzenia w sztukach plastycznych i wizualnych w 1975 roku.

## Wydarzenia
- 10 kwietnia otwarto budynek Fundació Joan Miró w Barcelonie[1].
- Odbyły się XIII Międzynarodowe Spotkania Artystów, Naukowców i Teoretyków Sztuki w Osiekach.

## Malarstwo
- Antonio Saura

Dwanaście głów
- Adam Marczyński

Dekompozycja
- Marc Chagall

Upadek Ikara – olej na płótnie
- Hans Rudolf Giger

Władca pierścieni – akryl na papierze/drewnie, 100x140 cm
A. Crowley (Bestia 666) – akryl na papierze, 200x140 cm
Chidher Grün – akryl na papierze/drewnie, 200x140 cm
Mag – akryl na papierze/drewnie, 200x140 cm
- Edward Dwurnik

Klęska urodzaju – z cyklu "Obrazy Duże", akryl i olej na płótnie, 261x450 cm
- Zbigniew Dłubak

System II – akryl na płótnie, w kolekcji Muzeum Sztuki w Łodzi

## Plakat
- Jan Młodożeniec

plakat do filmu Pojedynek na szosie – format A1
Clown with a Hat (Klown z kapeluszem) – plakat cyrkowy, format B1
- Franciszek Starowieyski

plakat do filmu Dyskretny urok burżuazji – format A1
plakat do sztuki teatralnej Ślub – format B1
plakat do sztuki teatralnej Opis walki – format A1
plakat do sztuki teatralnej Białe małżeństwo – format A1

## Instalacja
- Nam June Paik

Video Fish – wideoinstalacja, akwarium, woda, rybka, monitory

## Performance video
- Ant Farm

Media Burn – performance video, film VHS

## Nagrody
- Nagroda im. Jana Cybisa – Jan Dziędziora
- World Press Photo – Ovie Carter[19]

## Urodzeni
- Aleksandra Ska – polska rzeźbiarka, autorka instalacji i video
- Andrzej Wasilewski – polski artysta intermedialny

## Zmarli
- Bas Jan Ader zaginął na Oceanie Atlantyckim pomiędzy Cape Cod a Irlandią.